# Viljo Heino
Viljo Akseli Heino (Iitti, 1 maart 1914 – Tampere, 15 september 1998) was een Finse langeafstandsloper. Hij nam eenmaal deel aan de Olympische Spelen, zonder dat hem dit eremetaal opleverde.

## Loopbaan

### Geschorst en toch gewonnen
Heino was op de eerste Europese kampioenschappen die na de Tweede Wereldoorlog in het bevrijde Europa plaatsvonden, de grote favoriet op de 10.000 m. Had hij immers niet twee jaar eerder het wereldrecord op deze afstand op zijn naam gezet? En had hij daarbij niet maar liefst zeventien seconden afgelopen van het in 1939 gevestigde record van zijn landgenoot Taisto Mäki?
Helemaal zonder slag of stoot verliep Heino's deelname aan de EK in Oslo overigens niet. Weliswaar was hij door de Finse bond ingeschreven, maar op dat moment was hij wegens het overtreden van de amateurregels geschorst. Hij zou na een wedstrijd 3000 kronen als beloning hebben aangenomen. Op het congres van de IAAF, dat daags voor de aanvang van de Spelen plaatsvond, verklaarde de Finse gedelegeerde echter, dat die beloning niet in Heino's zak, maar in die van zijn manager was verdwenen. Heino bleef derhalve amateur en werd als deelnemer geaccepteerd.
Op de 10.000 m maakte hij de in hem gestelde verwachtingen vervolgens helemaal waar. Na een tactische race, waarbij zijn landgenoot Pärälä zich had opgeofferd door het tempo aanvankelijk te drukken, maakte Heino hiervan handig gebruik door in een latere fase van de wedstrijd weg te lopen van het veld, waarop hij ten slotte aan de finish bijna een ronde voorsprong had. Met zijn eindtijd van 29.52,0 kwam Heino in feite uit onder het oude wereldrecord van Mäki.
Op de 5000 m, die een dag later plaatsvond, meende Heino, die zelfvertrouwen had geput uit het verloop van de 10.000 m, eenzelfde tactiek te kunnen toepassen. Vanaf de tweede ronde leidde hij het veld en dat bleef zo tot enkele ronden voor het einde. Het probleem was alleen, dat de Fin er al die tijd niet in was geslaagd om zich te ontdoen van de Brit Sydney Wooderson en de Nederlander Wim Slijkhuis. Toen Slijkhuis in de op een na laatste ronde de knuppel in het hoenderhok gooide, leek het pleit beslecht. Zijn lange eindsprint was vooral bedoeld om Wooderson, die bekendstond om zijn felle eindschot op de laatste paar honderd meter, de wind uit de zeilen te nemen. Dit mislukte echter, Wooderson wist Slijkhuis te volgen en ging deze in de laatste ronde met een uiterste krachtsinspanning voorbij. Wooderson won in 14.08,6, minder dan tien seconden verwijderd van het wereldrecord, terwijl Slijkhuis als tweede in 14.14,0 zijn Nederlandse record met 20 seconden bijstelde. Heino eindigde ten slotte als vierde.

### Geen olympische roem
Heino nam in 1948 deel aan de Olympische Spelen in Londen, waar hij uitkwam op de 10.000 m en de marathon. Op de 10.000 m was hij, na zijn Europese titel in 1946 en het wereldrecord dat nog steeds op zijn naam stond, topfavoriet. Voor de race zag het er overigens, net als twee jaar eerder in Oslo, opnieuw even naar uit dat Heino niet zou mogen starten. Dit keer hadden de Zweden een actie tegen hem op touw gezet, omdat hij belangrijke sommen geld zou hebben aangenomen voor het uitkomen in hun land. Deze aanklacht werd echter op het laatste moment ingetrokken. Toen de race was gestart leken de Finnen, evenals op de Olympische Spelen van 1936, opnieuw succes te gaan boeken door de eerste drie plaatsen te bezetten en het tempo te dicteren. Met de Tsjech Emil Zátopek, die zich volgens de heersende opvatting wel zou sparen voor de later te lopen 5000 m, omdat hij tegen de ongenaakbare Heino toch kansloos zou zijn, hield niemand rekening. Zatopek bleef echter onverwacht in het spoor van de Finnen en toen hij na vier kilometer het initiatief overnam en het tempo steeds verder opvoerde, kalfde de Finse overmacht zienderogen af en stapte Heino na zes kilometer het middenveld op en gaf op, niet gewend om een nederlaag te moeten accepteren. De marathon, die op de laatste dag van de Londense Spelen plaatsvond, liep hij wel uit; hierin eindigde hij, overigens opmerkelijk fris en in fraaie stijl, op een roemloze elfde plaats.

## Titels
- Europees kampioen 10.000 m - 1946

## Persoonlijke records
| Onderdeel | Prestatie       | Datum            | Plaats  |
| --------- | --------------- | ---------------- | ------- |
| 10.000 m  | 29.27,2 (ex-WR) | 1 september 1949 | Kouvola |
| marathon  | 2:41.22         | 1948             |         |

## Palmares

### 5000 m
- 1946: 4e EK - 14.24,4

### 10.000 m
- 1946:  EK - 29.52,0
- 1948: DNF OS

### marathon
- 1948: 11e OS - 2:41.32

## Onderscheidingen
- Fins sportman van het jaar - 1949